# Ávéd Jákó
Ávéd Jákó (Gyergyószentmiklós, 1843. október 24. – Gyulafehérvár, 1922. január 19.) magyar tanár, meteorológus, újságíró, író, főgimnáziumi igazgató.

## Élete
Örmény eredetű családban született. Középiskolai tanulmányait Csíksomlyón, Gyulafehérváron és a pesti piarista gimnáziumban végezte, majd 1866-tól 1868-ig a pesti tudományegyetemen tanult fizikát és mennyiségtant. Előbb Szőnyi Pál magánintézetében tanított, majd a gyulafehérvári római katolikus főgimnázium tanára volt, emellett rövid ideig tanított a csíksomlyói gimnáziumban is. 1877-ben a kolozsvári Ferenc József Tudományegyetemen szerzett mennyiségtan–természettan szakos középiskolai tanári diplomát. 1893 és 1912 között a gyulafehérvári ipariskola és kisdedóvó igazgatója, 1894-től 1901-ig pedig a gyulafehérvári főgimnázium igazgatója is volt.
A meteorológiatudomány egyik jelentős magyarországi úttörőjének számít, ő volt az első korszerű helyi meteorológiai szolgálatok megszervezője és az első éghajlattani szakmunkák szerzője is. 1875 és 1889 között gyulafehérvári meteorológiai szolgálat vezetője volt, 1889-től pedig a gyulafehérvári árvízjelző állomást vezette. Íróként és újságíróként is tevékenykedett, sokat foglalkozott a magyarországi örménység múltjával és az örmény irodalom történetével, valamint Gyulafehérvár történetével is. 1881-től volt a Gyulafehérvári Hírlap munkatársa, évekig volt a Közművelődés és a Gyulafehérvár című lapok társszerkesztője, illetve szerkesztője is. 1881 és 1884 között a Gyulafehérvári Közlöny szerkesztője, majd 1893-tól 1919-ig a lap társszerkesztője volt.